# Поклонение волхвов (картина Монако)
«Поклонение волхвов» (итал. L'Adorazione dei Magi) — картина итальянского живописца Лоренцо Монако. Создана в 1421—1422 годах. Хранится в коллекции Галереи Уффици во Флоренции.

## Сюжет
В центре картины изображено Поклонение волхвов, а над ним в архитектурном обрамлении Благовещение и Пророки. Поклонение волхвов был очень популярным сюжетом в те времена. Дары, принесенные «новорожденному царю Иудейскому» тремя царями, каждый из которых управлял одним из трех известных континентов, олицетворяя три возраста человека, подчеркивали значение Иисуса Христа — царя царей. Старейший из царей, Каспар, символизирует Азию, она считалась самым благородным континентом, поскольку именно здесь был основан Иерусалим — центр мира. Каспар преподносит Христу золото, символ власти. Второй царь среднего возраста, Мельхиор, олицетворяет Европу, он принес ладан как символ священного сана Христа. Балтазар, младший из царей, представляет Африку, он поднес Христу миро как символ Страстей Христовых и жертвы на Кресте.

## Описание
В XV век этот сюжет широко использовали как возможность изобразить нарядных придворных, показать группу путешественников, а также достаточно достоверно изобразить экзотические персонажи. Так, на этой картине изображены турки, африканцы и монголы, причем все они носят характерную одежду, а особенно отличаются их головные уборы. Позади фигур справа изображен даже верблюд. Композиция включает несколько разных деталей: справа персонажи смотрят на Вифлеемскую звезду, то есть комету, которая привела их к яслям с Младенцем Иисусом, а внутри слева — сам поход и поклонение.
У кормушки осел смотрит на Иисуса Христа, а вол отвернулся в соответствии с представлениями верующих, и соответственно, иудеев. Примечательная деталь: третий волхв имеет сходство с Марией Магдалиной, которая держит в руках сосуд с миром. Яркие и разнообразные краски и модные наряды типичные для готического стиля. Козимо Росселе расписал панель, которую добавили сверху.
В этом произведении Монако форма растворяется в неистовых линейных ритмах, фигуры, будто направленные в спиритуалистическом порыве, вытягиваются в высоту и, кажется, парят в безграничном пространстве; не служит выявлению объемности и цветосвет, который несет в себе декоративную функцию организации целого.

## Ссылка
- На Викискладе есть медиафайлы по теме Поклонение волхвов (картина Монако)